# Europese kampioenschappen zwemsporten 2012
De Europese kampioenschappen zwemsporten 2012 werden gehouden van 15 tot en met 27 mei 2012 in de Hongaarse stad Debrecen en de Nederlandse stad Eindhoven. Normaal zou eerst het Belgische Antwerpen mede-organisator zijn maar door financiële problemen werd er beslist te verhuizen naar Debrecen

## Zwemmen

### Mannen
| Onderdeel            | Goud                                                                      | Goud        | Zilver                                                                  | Zilver   | Brons                                                                            | Brons    |
| -------------------- | ------------------------------------------------------------------------- | ----------- | ----------------------------------------------------------------------- | -------- | -------------------------------------------------------------------------------- | -------- |
| Vrije slag           |                                                                           |             |                                                                         |          |                                                                                  |          |
| 50 m                 | Frédérick Bousquet Frankrijk                                              | 21,80       | Stefan Nystrand Zweden                                                  | 22,04    | Andrij Hovorov Oekraïne                                                          | 22,18    |
| 100 m                | Filippo Magnini Italië                                                    | 48,77       | Alain Bernard Frankrijk                                                 | 48,95    | Norbert Trandafir Roemenië                                                       | 49,13    |
| 200 m                | Paul Biedermann Duitsland                                                 | 01.46,27    | Amaury Leveaux Frankrijk                                                | 01.47,69 | Dominik Kozma Hongarije                                                          | 01.47,72 |
| 400 m                | Paul Biedermann Duitsland                                                 | 03.47,84    | Gergő Kis Hongarije                                                     | 03.48,09 | Samuel Pizzetti Italië                                                           | 03.48,66 |
| 800 m                | Gergő Kis Hongarije                                                       | 07.49,46    | Gregorio Paltrinieri Italië                                             | 07.52,23 | Sergij Frolov Oekraïne                                                           | 07.52,81 |
| 1500 m               | Gregorio Paltrinieri Italië                                               | 14.48,92 CR | Gergő Kis Hongarije                                                     | 14.58,15 | Gergely Gyurta Hongarije                                                         | 15.04,38 |
| Rugslag              |                                                                           |             |                                                                         |          |                                                                                  |          |
| 50 m                 | Jonatan Kopelev Israël                                                    | 24,73       | Mirco Di Tora Italië                                                    | 24,95    | Dorian Gandin Frankrijk                                                          | 25,14    |
| 50 m                 | Jonatan Kopelev Israël                                                    | 24,73       | Mirco Di Tora Italië                                                    | 24,95    | Guy Barnea Israël                                                                | 25,14    |
| 50 m                 | Jonatan Kopelev Israël                                                    | 24,73       | Mirco Di Tora Italië                                                    | 24,95    | Richard Bohus Hongarije                                                          | 25,14    |
| 100 m                | Aristeidis Grigoriadis Griekenland                                        | 53,86       | Helge Meeuw Duitsland                                                   | 54,06    | Yakov-Yan Toumarkin Israël                                                       | 54,14    |
| 200 m                | Radosław Kawęcki Polen                                                    | 1.55,28 CR  | Péter Bernek Hongarije                                                  | 01.55,88 | Yakov-Yan Toumarkin Israël                                                       | 01.57,35 |
| Schoolslag           |                                                                           |             |                                                                         |          |                                                                                  |          |
| 50 m                 | Damir Dugonjič Slovenië                                                   | 27,32       | Fabio Scozzoli Italië                                                   | 27,49    | Panagiotis Samilidis Griekenland                                                 | 27,64    |
| 100 m                | Fabio Scozzoli Italië                                                     | 01.00,55    | Valerij Dymo Oekraïne                                                   | 01.00,68 | Mattia Pesce Italië                                                              | 01.00,93 |
| 200 m                | Dániel Gyurta Hongarije                                                   | 2.08,60 CR  | Marco Koch Duitsland                                                    | 02.09,26 | Panagiotis Samilidis Griekenland                                                 | 02.09,72 |
| Vlinderslag          |                                                                           |             |                                                                         |          |                                                                                  |          |
| 50 m                 | Rafael Muñoz Spanje                                                       | 23,16       | Frédérick Bousquet Frankrijk                                            | 23,30    | Jaoegen Tsoerkin Wit-Rusland                                                     | 23,37    |
| 100 m                | Milorad Čavić Servië                                                      | 51,45 CR    | László Cseh Hongarije                                                   | 51,77    | Matteo Rivolta Italië                                                            | 52,40    |
| 200 m                | László Cseh Hongarije                                                     | 01.54,95    | Bence Biczó Hongarije                                                   | 01.55,85 | Ioannis Drymonakos Griekenland                                                   | 01.56,48 |
| Wisselslag           |                                                                           |             |                                                                         |          |                                                                                  |          |
| 200 m                | László Cseh Hongarije                                                     | 1.56,66 CR  | James Goddard Verenigd Koninkrijk                                       | 01.57,84 | Markus Rogan Oostenrijk                                                          | 01.59,39 |
| 400 m                | László Cseh Hongarije                                                     | 04.12,17    | Dávid Verrasztó Hongarije                                               | 04.14,23 | Ioannis Drymonakos Griekenland                                                   | 04.14,41 |
| Vrije slag estafette |                                                                           |             |                                                                         |          |                                                                                  |          |
| 4×100 m              | Frankrijk Amaury Leveaux Alain Bernard Frédérick Bousquet Jérémy Stravius | 03.13,55    | Italië Andrea Rolla Marco Orsi Michele Santucci Filippo Magnini         | 03.14,71 | Rusland Vitali Syrnikov Oleg Tichobajev Nikita Konovalov Vjatsjeslav Androesenko | 03.15,13 |
| 4×200 m              | Duitsland Paul Biedermann Dimitri Colupaev Clemens Rapp Tim Wallburger    | 07.09,17    | Italië Gianluca Maglia Riccardo Maestri Samuel Pizzetti Filippo Magnini | 07.13,10 | Hongarije Dominik Kozma Gergő Kis Péter Bernek László Cseh                       | 07.13,60 |
| Wisselslagestafette  |                                                                           |             |                                                                         |          |                                                                                  |          |
| 4×100 m              | Italië Mirco Di Tora Fabio Scozzoli Matteo Rivolta Filippo Magnini        | 03.32,80    | Duitsland Helge Meeuw Christian vom Lehn Steffen Deibler Marco di Carli | 03.34,41 | Hongarije Péter Bernek Dániel Gyurta László Cseh Dominik Kozma                   | 03.34,57 |

### Vrouwen
| Onderdeel            | Goud                                                                 | Goud       | Zilver                                                                    | Zilver   | Brons                                                                      | Brons           |
| -------------------- | -------------------------------------------------------------------- | ---------- | ------------------------------------------------------------------------- | -------- | -------------------------------------------------------------------------- | --------------- |
| Vrije slag           |                                                                      |            |                                                                           |          |                                                                            |                 |
| 50 m                 | Britta Steffen Duitsland                                             | 24,37      | Hinkelien Schreuder Nederland                                             | 24,78    | Nery Mantey Niangkouara Griekenland                                        | 24,91           |
| 100 m                | Sarah Sjöström Zweden                                                | 53,61      | Britta Steffen Duitsland                                                  | 54,15    | Daniela Schreiber Duitsland                                                | 54,41           |
| 200 m                | Federica Pellegrini Italië                                           | 01.56,76   | Silke Lippok Duitsland                                                    | 01.58,19 | Ophélie-Cyrielle Étienne Frankrijk                                         | 01.58,23        |
| 400 m                | Coralie Balmy Frankrijk                                              | 04.05,31   | Mireia Belmonte Spanje                                                    | 04.05,45 | Ophélie-Cyrielle Étienne Frankrijk                                         | 04.07,47        |
| 800 m                | Boglárka Kapás Hongarije                                             | 08.26,49   | Coralie Balmy Frankrijk                                                   | 08.27,79 | Éva Risztov Hongarije                                                      | 08.27,87        |
| 1500 m               | Mireia Belmonte Spanje                                               | 16.05,34   | Éva Risztov Hongarije                                                     | 16.10,04 | Erika Villaécija Spanje                                                    | 16.15,85        |
| Rugslag              |                                                                      |            |                                                                           |          |                                                                            |                 |
| 50 m                 | Mercedes Peris Spanje                                                | 28,25      | Arianna Barbieri Italië                                                   | 28,31    | Niet uitgereikt                                                            | Niet uitgereikt |
| 50 m                 | Mercedes Peris Spanje                                                | 28,25      | Sanja Jovanović Kroatië                                                   | 28,31    | Niet uitgereikt                                                            | Niet uitgereikt |
| 100 m                | Jenny Mensing Duitsland                                              | 01.00,08   | Arianna Barbieri Italië                                                   | 01.00,54 | Simona Baumrtová Tsjechië                                                  | 01.00,57        |
| 200 m                | Alexianne Castel Frankrijk                                           | 02.08,41   | Jenny Mensing Duitsland                                                   | 02.09,55 | Duane da Rocha Spanje                                                      | 02.09,56        |
| Schoolslag           |                                                                      |            |                                                                           |          |                                                                            |                 |
| 50 m                 | Petra Chocová Tsjechië                                               | 31,25      | Sycerika McMahon Ierland                                                  | 31,27    | Caroline Ruhnau Duitsland                                                  | 31,35           |
| 100 m                | Sarah Poewe Duitsland                                                | 01.07,33   | Jennie Johansson Zweden                                                   | 01.07,85 | Marina Garcia Spanje                                                       | 01.07,91        |
| 200 m                | Sara Nordenstam Noorwegen                                            | 02.26,91   | Irina Novikova Rusland                                                    | 02.27,25 | Sarah Poewe Duitsland                                                      | 02.27,80        |
| Vlinderslag          |                                                                      |            |                                                                           |          |                                                                            |                 |
| 50 m                 | Sarah Sjöström Zweden                                                | 25,64      | Triin Aljand Estland                                                      | 25,92    | Ingvild Snildal Noorwegen                                                  | 26,12           |
| 100 m                | Ingvild Snildal Noorwegen                                            | 58,04      | Martina Granström Zweden                                                  | 58,07    | Amit Ivri Israël                                                           | 58,78           |
| 200 m                | Katinka Hosszú Hongarije                                             | 02.07,28   | Zsuzsanna Jakabos Hongarije                                               | 02.07,86 | Martina Granström Zweden                                                   | 02.08,22        |
| Wisselslag           |                                                                      |            |                                                                           |          |                                                                            |                 |
| 200 m                | Katinka Hosszú Hongarije                                             | 02.10,84   | Sophie Allen Verenigd Koninkrijk                                          | 02.11,49 | Evelyn Verrasztó Hongarije                                                 | 02.11,63        |
| 400 m                | Katinka Hosszú Hongarije                                             | 04.33,76   | Zsuzsanna Jakabos Hongarije                                               | 04.35,68 | Barbora Závadová Tsjechië                                                  | 04.38,07        |
| Vrije slag estafette |                                                                      |            |                                                                           |          |                                                                            |                 |
| 4×100 m              | Duitsland Britta Steffen Silke Lippok Lisa Vitting Daniela Schreiber | 03.37,98   | Zweden Ida Marko-Varga Michelle Coleman Sarah Sjöström Gabriella Fagundez | 03.38,40 | Italië Alice Mizzau Federica Pellegrini Erica Buratto Erika Ferraioli      | 03.39,84        |
| 4×200 m              | Italië Alice Mizzau Alice Nesti Diletta Carli Federica Pellegrini    | 07.52,90   | Hongarije Zsuzsanna Jakabos Evelyn Verrasztó Ágnes Mutina Katinka Hosszú  | 07.54,70 | Slovenië Sara Isakovič Anja Klinar Ursa Bezan Mojca Sagmeister             | 07.59,73        |
| Wisselslagestafette  |                                                                      |            |                                                                           |          |                                                                            |                 |
| 4×100 m              | Duitsland Jenny Mensing Sarah Poewe Alexandra Wenk Britta Steffen    | 3.58,43 CR | Italië Arianna Barbieri Ilaria Bianchi Chiara Boggiatto Alice Mizzau      | 04.01,92 | Zweden Therese Svendsen Joline Höstman Martina Granström Nathalie Lindborg | 04.05,58        |

## Schoonspringen

### Mannen
| Onderdeel   | Goud | Goud                             | Zilver | Zilver                         | Brons | Brons                                   |
| ----------- | ---- | -------------------------------- | ------ | ------------------------------ | ----- | --------------------------------------- |
| Individueel |      |                                  |        |                                |       |                                         |
| 1 m plank   | UKR  | Illja Kvasja                     | RUS    | Jevgeni Koeznetsov             | FRA   | Mathieu Rosset                          |
| 3 m plank   | FRA  | Mathieu Rosset                   | GER    | Patrick Hausding               | RUS   | Ilja Zacharov                           |
| 10 m toren  | GBR  | Tom Daley                        | RUS    | Viktor Minibajev               | RUS   | Gleb Galperin                           |
| Synchroon   |      |                                  |        |                                |       |                                         |
| 3 m plank   | RUS  | Jevgeni Koeznetsov Ilja Zacharov | GER    | Patrick Hausding Stephan Feck  | UKR   | Oleksij Prygorov Illja Kvasja           |
| 10 m toren  | GER  | Sascha Klein Patrick Hausding    | RUS    | Ilja Zacharov Viktor Minibajev | UKR   | Oleksandr Bondar Oleksandr Gorsjkovozov |

### Vrouwen
| Onderdeel   | Goud | Goud                             | Zilver | Zilver                                  | Brons | Brons                             |
| ----------- | ---- | -------------------------------- | ------ | --------------------------------------- | ----- | --------------------------------- |
| Individueel |      |                                  |        |                                         |       |                                   |
| 1 m plank   | SWE  | Anna Lindberg                    | ITA    | Tania Cagnotto                          | RUS   | Nadezda Bazjina                   |
| 3 m plank   | SWE  | Anna Lindberg                    | GER    | Uschi Freitag                           | UKR   | Olena Fedorova                    |
| 10 m toren  | UKR  | Joelia Prokoptsjoek              | ITA    | Noemi Batki                             | GER   | Maria Kurjo                       |
| Synchroon   |      |                                  |        |                                         |       |                                   |
| 3 m plank   | ITA  | Francesca Dallape Tania Cagnotto | UKR    | Anna Pysmenska Olena Fedorova           | GER   | Katja Dieckow Uschi Freitag       |
| 10 m toren  | GBR  | Tonia Couch Sarah Barrow         | UKR    | Viktoria Potjechina Joelia Prokoptsjoek | GER   | Nora Subschinskiy Christin Steuer |

### Gemengd
| Onderdeel       | Goud | Goud                         | Zilver | Zilver                          | Brons | Brons                           |
| --------------- | ---- | ---------------------------- | ------ | ------------------------------- | ----- | ------------------------------- |
| Landenwedstrijd | FRA  | Audrey Labeau Mathieu Rosset | UKR    | Olena Fedoriva Oleksandr Bondar | RUS   | Nadezda Bazjina Artem Tsjesakov |

## Synchroonzwemmen
| Onderdeel  | Goud   | Goud                                  | Zilver   | Zilver                       | Brons  | Brons                          |
| ---------- | ------ | ------------------------------------- | -------- | ---------------------------- | ------ | ------------------------------ |
| Solo       | RUS    | Natalja Isjtsjenko                    | ESP      | Andrea Fuentes               | UKR    | Lolita Ananasova               |
| Duet       | RUS    | Natalja Isjtsjenko Svetlana Romasjina | ESP      | Ona Carbonell Andrea Fuentes | UKR    | Darja Ioesjko Ksenia Sidorenko |
| Team       | Spanje | Spanje                                | Oekraïne | Oekraïne                     | Italië | Italië                         |
| Combinatie | Spanje | Spanje                                | Oekraïne | Oekraïne                     | Italië | Italië                         |

## Medaillespiegel
| Plaats | Land                | Goud | Zilver | Brons | Totaal |
| 1      | Hongarije           | 9    | 10     | 7     | 26     |
| 2      | Duitsland           | 9    | 9      | 6     | 24     |
| 3      | Italië              | 7    | 10     | 6     | 23     |
| 4      | Frankrijk           | 6    | 4      | 4     | 14     |
| 5      | Spanje              | 5    | 3      | 3     | 11     |
| 6      | Zweden              | 4    | 4      | 2     | 10     |
| 7      | Rusland             | 3    | 4      | 5     | 12     |
| 8      | Oekraïne            | 2    | 6      | 7     | 15     |
| 9      | Verenigd Koninkrijk | 2    | 2      | 0     | 4      |
| 10     | Noorwegen           | 2    | 0      | 1     | 3      |
| 11     | Griekenland         | 1    | 0      | 5     | 6      |
| 12     | Israël              | 1    | 0      | 4     | 5      |
| 13     | Tsjechië            | 1    | 0      | 2     | 3      |
| 14     | Slovenië            | 1    | 0      | 1     | 2      |
| 15     | Polen               | 1    | 0      | 0     | 1      |
| 15     | Servië              | 1    | 0      | 0     | 1      |
| 17     | Estland             | 0    | 1      | 0     | 1      |
| 17     | Kroatië             | 0    | 1      | 0     | 1      |
| 17     | Ierland             | 0    | 1      | 0     | 1      |
| 17     | Nederland           | 0    | 1      | 0     | 1      |
| 21     | Oostenrijk          | 0    | 0      | 1     | 1      |
| 21     | Roemenië            | 0    | 0      | 1     | 1      |
| 21     | Wit-Rusland         | 0    | 0      | 1     | 1      |
| Totaal | Totaal              | 55   | 56     | 56    | 167    |